# Templetonia incana
Templetonia incana är en ärtväxtart som beskrevs av James Henderson Ross. Templetonia incana ingår i släktet Templetonia och familjen ärtväxter. Inga underarter finns listade i Catalogue of Life.